# UGC 22
UGC 22 es una galaxia lenticular localizada en la constelación de Piscis.